# Metallica: Some Kind of Monster
Metallica: Some Kind of Monster é um documentário sobre a banda de heavy metal Metallica, lançado em 2004. O documentário compartilha seu nome com uma canção de 2003 do álbum St. Anger. Ele começou como um simples estilo de documentário making of do álbum St. Anger, mas estava se tornando uma porta de entrada para as relações pessoais da banda e as lutas com o processo criativo.
O lançamento do DVD foi anunciado pela Paramount Pictures, cujo filme de 2000 Missão Impossível II apresentou "I Disappear" do Metallica.
O aclamado filme ganhou o prêmio de melhor documentário na edição de 2005 do Independent Spirit Awards.

## Sinopse
O documentário se inicia em 2001, quando o Metallica vai para um estúdio em San Francisco gravar seu novo álbum. No início das filmagens o baixista Jason Newsted deixa a banda, após 14 anos. Como a dinâmica entre os demais membros não é das melhores, o empresário contrata um terapeuta para ajudá-los. Apesar do auxílio profissional, o vocalista James Hetfield continua se desentendendo com o baterista Lars Ulrich, com Hetfield se internando numa clínica para tratamento de alcoolismo. Ele volta um ano depois, e só então o Metallica consegue finalizar o novo álbum.

## Recepção
A reação dos fãs sobre o filme é diferente. Muitos aplaudiram o caminho que o Metallica estava disposto a vir para a frente, e elogiou a banda por ter a coragem de parecer o mais natural possível. Outros fizeram o divertimento do filme e da banda por ser nada mais do que um olhar dentro do mundo do rock, a insegurança dos artistas lutando com unhas e dentes contra a idade, maturidade e declínio na popularidade.
Apesar da reação dos fãs, o filme foi bem recebido pela crítica, e atualmente tem uma média de 87% no Rotten Tomatoes, além de seu certificado com o consenso: "Um olhar fascinante por trás das cenas como Metallica sobrevive em seus períodos mais turbulentos."
Os produtores solicitaram a autorização de Dave Mustaine para incluir imagens de seu encontro em 2001 com Ulrich. Mustaine rejeitou o pedido que já tinham assinado um termo de consentimento dando à banda e os produtores o direito de usar o material de arquivo. Mustaine disse mais tarde que ele levou como "a traição final". Apesar de ter sido uma medida de satisfação por ter sido incluído e reconhecido no filme como o primeiro guitarrista do Metallica, Mustaine achou que as filmagens da entrevista foram editadas para retratá-lo em um "menos nobres" do formulário. Mas os integrantes da band tentaram mostrar a David que não tem nenhum problema particular com ele, e que a dispensa dele do grupo foi uma questão de comportamento e não uma questão de potencial artístico de David.